# Lisianthius brevifolius
Lisianthius brevifolius là một loài thực vật có hoa trong họ Long đởm. Loài này được (Cham.) Griseb. mô tả khoa học đầu tiên năm 1839.